# Zamarada euterpe
Zamarada euterpe là một loài bướm đêm trong họ Geometridae.